# Orions svärd

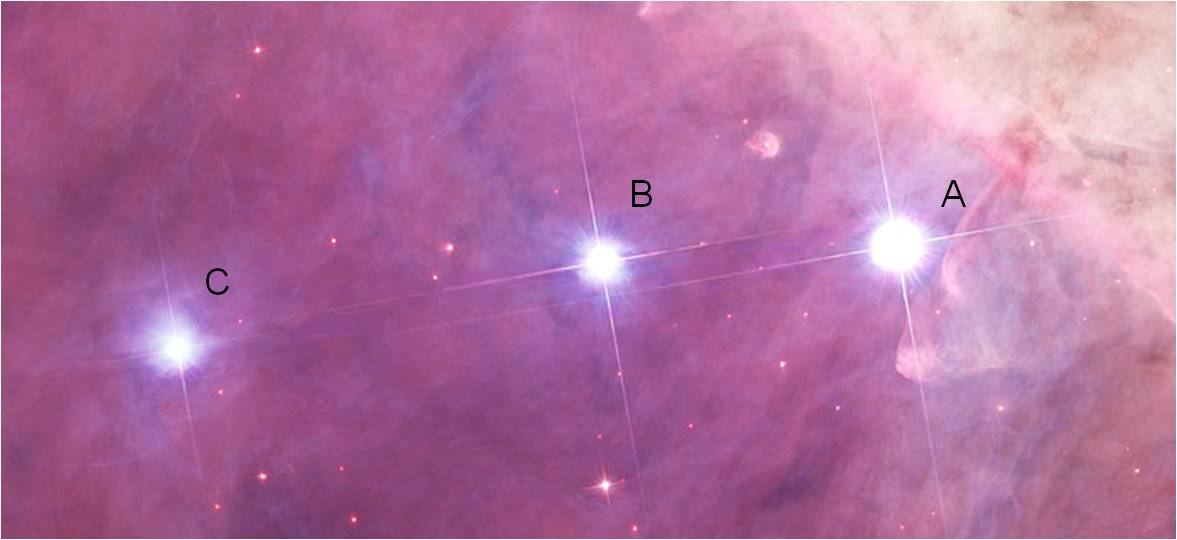
Theta2 Orionis-stjärnor i Orions svärd fotograferade med Hubble-teleskopet.

Orions svärd är en av flera astronomiska asterismer i stjärnbilden Orion. Den består av tre stjärnor och återfinns strax under den ståtliga asterismen Orions bälte. Den  ljusstarka nebulosan Orionnebulosan, även kallad Messier 42, eller NGC 1976 är belägen i asterismens centrum. Asterismen pekar söderut och påminner om ett svärd.

## Stjärnorna i svärdet
De tre stjärnorna i svärdet är egentligen betydligt fler, vilket framgår att sammanställningen nedan. 
- Hatsya, Jota Orionis eller 44 Orionis är en multipelstjärna bestående av fyra komponenter. Hatsya är den ljusstarkaste stjärnan i asterism. Den är en blå jätte ungefär 1300 ljusår från jorden[1] och har magnitud 2,77. Huvudkomponenten är av spektraltyp O9III. Den är eruptiv variabel som varierar i ljusstyrka med en period av 8,87 dygn och har fått variabelnamnet V2451 Orionis.[2][3][4]
- Theta Orionis är en Bayer-beteckningen för ett flertal stjärnor i den ungefärliga positionen RA 05h 35,3m DEC −05° 24′ och består av en stjärnhop, som också bär namnet Trapetset eller Trapezium. Den sammanlagda ljusstyrkan är ungefär magnitud 4,0.[5] Uppgifter från 2008 anger avståndet till stjärnhopen till ungefär 1300 ljusår.[6]
- 42 Orionis är en ung blå stjärna av spektraltyp B1V och ljussvagast i asterismen med magnitud 4,59.[7] Den är en stjärna som misstänkts vara variabel.[8]

## Tidiga namn på asterismen
Cicero och Germanicus, kallade asterismen ensis, vilket är latin för "svärd". 
Också arabiska astronomer anspelade på svärd, Saif al Jabbār, “Jättens svärd”.
Kinesiska astronomer benämnde den 伐, “straff” och räknande den till stjärnbilden Shen (參）.
I Japan kallades den Ko-mitsu-boshi （小三星）, “Tre små stjärnor”